# لی هی-یون
لی هی-یون (انگلیسی: Li Hi-yon؛ زادهٔ ۷ نوامبر ۱۹۴۷) بازیکن فوتبال اهل کره شمالی بود.
وی همچنین در تیم ملی فوتبال کره شمالی بازی کرده‌است.